# Großsteingrab Stinstedt (Loxstedt)
Das Großsteingrab Stinstedt war eine megalithische Grabanlage der jungsteinzeitlichen Trichterbecherkultur bei Stinstedt, einem Ortsteil der Gemeinde Loxstedt im Landkreis Cuxhaven (Niedersachsen). Es wurde im 19. Jahrhundert zerstört. Sein genauer Standort ist nicht überliefert. Das Grab besaß ein rechteckiges Hünenbett, von dessen Umfassung um 1841 bereits mehrere Steine entfernt worden waren. Von der Grabkammer wurde lediglich der außergewöhnlich große Deckstein beschrieben. Er hatte eine Länge von 15 Fuß (ca. 4,5 m), eine Breite von 11 Fuß (ca. 3,3 m) und eine Dicke von 3 Fuß (ca. 0,9 m). Der genaue Grabtyp lässt sich nicht mehr bestimmen.